# ماریا شلیوکا
ماریا شلیوکا (انگلیسی: Maria Śliwka; ۷ دسامبر ۱۹۳۵ – ۳۰ مارس ۱۹۹۷) بازیکن والیبال اهل لهستان بود.